# 밀양 교동 손병준 고가
밀양 교동 손병준 고가(密陽 校洞 孫炳俊 古家)는 대한민국 경상남도 밀양시 교동, 밀양향교 서쪽 서촌에 자리잡은 옛집이다.
1991년 12월 23일 경상남도의 문화재자료 제185호 밀양교동손병준씨고가으로 지정되었다가, 2018년 12월 20일 현재의 명칭으로 변경되었다.

## 개요
밀양향교 서쪽 서촌에 자리잡은 옛집이다. 조선 고종 24년(1887)에 지은 집으로 안채와 사랑채, 곳간채, 문간채 등으로 구성되어 있다.
안채는 앞면 7칸·옆면 2칸 규모이며, 지붕은 옆면에서 볼 때 여덟 팔(八)자 모양인 팔작지붕이다. 앞뒤로 퇴칸이 있고 내부는 많이 개조되어 있는 상태이다.
사랑채는 앞면 4칸·옆면 1칸 규모로 지붕은 팔작지붕이다. 뒤쪽에 부분적으로 퇴칸이 있으나 후대에 사랑방 옆면 부엌으로 확장하였고, 지붕을 덧달았다.
중사랑채는 앞면4칸·옆면 1칸 규모이며, 지붕은 옆면이 사람 인(人)자 모양의 맞배지붕이다. 후대에 1칸을 확장하여 지붕면이 사랑채와 연결되고 있다.
이외에 앞면 3칸·옆면 1칸 규모의 대문채와 앞면 9칸·옆면 3칸 규모의 곳간채가 있다. 특히 곳간채를 안마당에 배치한 것은 작업 기능이 안마당에서 이루어진 것을 의미하는 듯하다.

## 참고 자료
- 밀양 교동 손병준 고가 - 국가유산청 국가유산포털